# Ретинський заказник
Ре́тинський зака́зник — ботанічний заказник місцевого значення в Україні. Розташований у межах Кролевецького району Сумської області, на відстані 4 км на схід від села Грузьке, у Гружчанському лісництві, в правобережній частині долини р. Ретик (притока р. Реть). 
Площа 30,0 га. Територія заказника займає підвищену погорбовану терасу та притерасну частину заплави. 
Заказник "Ретинський" — це добре збережені типові комплекси рослинного і тваринного світу. Найбільшу цінність цієї ділянки становить зростання тут льодовикового релікту берези низької. 
В 2010 році Ретинський заказник був приєднаний до Кочубеївського заказника.

## Опис
У рослинному покриві заказника основну площу займають ліси. На підвищеннях розміщуються світлі соснові ліси. Найвищі у рельєфі ділянки займають сухі соснові ліси із переважанням куничника наземного. Привертають увагу окремі плями лишайників та зелених мохів. Тут можна зустріти смовдь гірську, очиток Рупрехта, ластовень лікарський, зіновать руську. Поодиноко трапляється висока, ажурна трав'яниста рослина — холодок багатолистий. На ділянках соснових лісів на нижчих елементах рельєфу до сосни у значній кількості домішується береза. В трав'яному покриві місцями переважає мітлиця тонка. Тут зростає зовні малопомітна, але дуже цілюща рослина-калган, який ще називають «козацьким женьшенем». В соснових лісах заказника нерідко трапляються грушанка круглолиста та ортилія однобока-характерні види хвойних лісів, які тут знаходяться поблизу південної межі ареалу. 
Значне поширення в заказнику мають мішані ліси, в деревостані яких переважають дуб та сосна, до яких домішується береза. Вони утворюють перший ярус заввишки до 25 м. У другому ярусі зростають клен гостролистий, осика. Поруч можна побачити липи — розлогі, з гарною густою кроною. На окремих ділянках збереглися кремезні дуби віком понад 120 років. Травостій утворюють характерні види широколистяних лісів, такі, як зірочник лісовий, копитняк європейський. Тут можна зустріти конвалію, фіалку дивну, костяницю, медуницю темну, чини весняну та чорну, перлівку пониклу, кострицю велетенську, осоку пальчасту тощо. 
На більш зволожених ділянках у притерасній частині збереглися вільшняки. Нерідко тут трапляються білокорі берези, а під ярусом дерев-крушина, верба попеляста, смородина чорна. Тут досить поширеною є тендітна болотна папороть теліптерис болотний. Поодиноко зростає і інша, більш рідкісна, болотна папороть — щитник гребенястий. Тут можна зустріти такі вологолюбні види, як осока гостроподібна, вербозілля звичайне, комиш лісовий. На підвищених ділянках вільшняків, в основному, по периферії, переважає куничник сіруватий. Відмічені ділянки вільшняків, у трав'яному покриві яких домінують кропива дводомна та щучник дернистий. 
Значний інтерес викликає реліктовий вид, занесений до Червоної книги України — береза низька, яка найбільше тут поширена на межі вільшняку та торф'янистої луки. Кущі берези низької досягають тут 1-1,2 м, мають добру життєвість і рясно плодоносять. Це — єдине відоме для Сумщини місцезростання згаданого бореального виду, який зростає тут на південній межі поширення.
Основу фауни заказника становлять дендрофільні види, більшість з яких є типовими мешканцями соснових та мішаних лісів Лівобережного Лісостепу. Серед копитних найбільш звичайною є сарна європейська, заходять лось та вепр. Трапляються лисиця звичайна, заєць сірий, білка, їжак, кріт, куниця лісова, ласка, «червонокнижний» горностай. Поселень борсука на території заказника немає, але цей звір періодично заходить сюди в пошуках їжі. Птахи найповніше представлені горобиними, з яких домінують повзик, велика синиця, зяблик, сойка, трапляється берестянка звичайна. Серед дятлів тут виявлені великий строкатий та малий дятли, зрідка оселяється регіонально рідкісна жовна. Вальдшнеп з'явився у заказнику з 1994 року. На ділянці чистих сосняків мешкає дрімлюга. Серед хижих птахів відмічені великий та малий яструби, спорадично трапляються звичайний боривітер звичайний та кібчик. Плазуни представлені вужем та верітільницею, із земноводних численна гостроморда жаба та іноді трапляється зелена ропуха.